# Магическая революция перерождённой принцессы и гениальной юной леди
Магическая революция перерождённой принцессы и гениальной юной леди (転生王女と天才令嬢の魔法革命, Tensei Ōjo to Tensai Reijō no Mahō Kakumei) — японское ранобэ, написанная Пьеро Карасу и проиллюстрированы Юрием Кисараги. Первоначально ранобэ было опубликовано на онлайн веб-сайте публикации романов shōsetsuka ni Narō с февраля 2019 по август 2021 года. Позже он был приобретен компанией Fujimi Shobo, которая опубликовала серию в печати с января 2020 года под своим брендом Fujimi Fantasia Bunko. Адаптация манги с искусством Харуцугу Надаки была опубликована в журнале ASCII Media Works «Dengeki Maoh» с июля 2020 года. И ранобэ, и манга были лицензированы в Северной Америке издательством Yen Press. Адаптацией аниме-телесериала занялась студия Diomedéa. Премьера состоялась в начале января 2023 года.

## Сюжет
Анисфия, принцесса, которая помнила свою предыдущую жизнь в юном возрасте, а также свою прежнюю сильную любовь к магии, отправилась воплощать свои фантазии в мире фантазий, в котором она оказалась. Во время магического происшествия она наткнулась на сцену, где ее брат Альгард разрывал помолвку со своей невестой Эуфиллией. Поскольку Эуфиллия лишена своего титула следующего монарха королевства, Анисфия предлагает Эуфиллии приехать жить и исследовать магию вместе с ней, поскольку они планируют способ восстановить ее доброе имя.

## Персонажи
Анисфия (Анис) Винн Паллетия (яп. アニスフィア・ウィン・パレッティア Анисуфиа Вин Парэттиа)
Первая принцесса Королевства Палетта, которая всегда любила магию, но, будучи человеком с Земли, не может сама ею пользоваться. Чтобы компенсировать это, она обратилась к науке и использовала знания своей предыдущей жизни, чтобы изобрести всевозможные магические приспособления. В то время как ее эксцентричность заставляет других видеть в ней проблемного ребенка, который переложила свои обязанности на своего младшего брата Альгарда, на самом деле она думает о своей стране и народе больше, чем кто-либо другой, отказывается от трона, потому что она верит, что не смогла бы стать хорошей правительницей, и берет Эуфиллию под свою защиту после того, как юная леди помолвка отменяется. После битвы с драконом на нее накладывается проклятие, которое теперь медленно превращает ее саму в дракона.
Сэйю: Саяка Сэмбонги
Эуфиллия (Эйфи) Маджента (яп. ユフィリア・マゼンタ Юфириа Мадзэнта)
Высокопоставленная дворянка в Королевстве Палеттия и помолвлена на Альгарде, пока он публично не разорвет их помолвку после того, как она якобы издевалась над Лейни, его истинной любовью, разрушая ее репутацию и побуждая Анисфию взять ее под свою защиту. Будучи талантливой в магии и политике, она поначалу держала других подальше, пытаясь быть «идеальной королевой», но постепенно раскрывается после того, как Анисфия принимает ее. Позже она становится новой наследной принцессой после того, как Альгард отрекся, так что Анисфии не пришлось делать, ритуал, известный как Духовный завет, который она завершает, осознав и признав, что она влюбилась в Анисфию. Однако это превратило ее в духа, для выживания полагающегося на магическую энергию, которую она забирает у Анисфии через поцелуй.
Сэйю: Манака Ивами
Илия Корал (яп. イリア・コーラル Ириа Ко:рару)
Служанка Анисфии. Она сильно предана ей, поскольку в прошлом она помогала ей, и разделяет с близкие сестринские отношения еще ли, чем к хозяину и слуге.
Сэйю: Аи Какума
Альгард (Элли) фон Паллетия (яп. アルガルド・ボナ・パレッティア Аругарудо бона Парэттиа)
Младший брат Анисфии и наследный принц королевства Палеттия, поскольку его сестра отказалась от своего права на трон. Он также был женихом Юфиллии, пока не разорвал их помолвку после того, как она якобы издевалась над Лейни, его истинной любовью. В конце концов выясняется, что он всегда ревновал свою сестру и хотел отомстить ей, что побудило его поддержать государственный переворот, чтобы очистить страну от коррумпированной знати. На самом деле он использовал вампирские способности Лейни для промывания мозгов знати, а позже он крадет ее силы, чтобы самому стать вампиром после того, как его план разоблачен. В конце концов, когда он примиряется с Анисфией, от него отрекаются и ссылают в сельскую местность за попытку государственного переворота.
Сэйю: Сёго Саката
Лейни Сиан (яп. レイニ・シアン Рэйни Сиан)
Истинная любовь Алгарда, над которым Юфи якобы издевалась, хотя на самом деле это было просто недоразумение. Она бывшая сирота, которая стала дворянкой благодаря усыновлению, что делает ее очень застенчивой и замкнутой в себе. В конце концов выясняется, что на самом деле она вампир, который постоянно излучает очарование, заставляющее людей влюбляться в нее. После этого откровения она начинает учиться контролировать свои способности под руководством Анисфии, за что она платит, работая у нее горничной. Однако это также вызвало проявление ее тяги к крови, которую Илья помогает облегчить, позволяя ей сосать свою, вызывая у нее романтические чувства до последнего.
Сэйю: Хина Ёмия
Тильти Кларет (яп. ティルティ・クラーレット Тирути Кура:рэтто)
Аристократка из низших родов дворянства и лучшая подруга Анисфии, довольно прямолинейная. Она родилась с мощной магией, которая сделала ее неуравновешенной, заставляя людей верить, что она «проклятая», пока Анисфия не разработала препарат, ограничивающий ее магическую отдачу. В результате она сама занялась разработкой лекарств и часто поддерживает Анизфию в ее исследованиях.
Сэйю: Ю Сасахара
Орфанс II Паллетия (яп. オルファンス・イル・パレッティア Оруфансу Иру Парэттиа)
Отец Анисфии и король королевства Палеттия. Хотя он действительно заботится о своих детях, его королевские обязанности заставляют его ставить свою страну на первое место. Стресс, связанный с правлением, также негативно сказался на его здоровье: у него регулярно болит живот, из-за чего он вынужден принимать таблетки.
Сэйю: Кэндзи Хамада
Сильфина Мейс Паллетия (яп. シルフィーヌ・メイズ・パレッティア Сируфи:ну Мэйдзу Парэттиа)
Мать Анисфии и королева королевства Палеттия. Несмотря на свою молодость, когда она была на самом деле молода, она была грозным воином и воспитывала своих детей очень строго, что делало ее единственной, которую Анисфия постоянно боится. Тем не менее, она очень верит в способности своей дочери и позже смягчается после неудавшегося переворота Альгарда, полагая, что она не была хорошей матерью.
Сэйю: Сатико Кодзима
Гранц Маджента (яп. グランツ・マゼンタ Гуранцу Мадзэнта)
Отец Юфиллии и личный советник короля Орфанса. Хотя поначалу у него были несколько натянутые отношения со своей дочерью, после расторжения ее помолвки он понимает, что оказал на нее невыносимое давление, и приносит извинения, в результате чего их связь значительно улучшается. Однако позже он вынужден разорвать с ней все связи после того, как она становится новой наследной принцессой по политическим причинам.
Сэйю: Томохиро Цубой

## Медия

### Ранобэ
Серия, ранобэ написанные Пьеро Карасу, первоначально была опубликована в онлайн с периода февраля 2019 по Августа 2021 года на сайте публикации романов shōsetsuka ni Narō. Позже она была приобретена Fujimi Shobo и опубликована с иллюстрациями над которыми работал Юри Кисараги и приобретена Fujimi Fantasia Bunko, которая анонсирована 10 октября 2019 года. Первый том выйдет 18 января 2020 года. Серии ранобэ лицензировали в Северной Америке издательством Yen Press.
| № | Japanese         | Japanese           | English          | English            |
| № | Дата публикации  | ISBN               | Дата публикации  | ISBN               |
| - | ---------------- | ------------------ | ---------------- | ------------------ |
| 1 | Января 18, 2020  | ISBN 9784040734767 | Апреля 12, 2022  | ISBN 9781975337803 |
| 2 | Мая 20, 2020     | ISBN 9784040736914 | Августа 16, 2022 | ISBN 9781975337827 |
| 3 | Января 20, 2021  | ISBN 9784040739168 | Декабрь 13, 2022 | ISBN 9781975337841 |
| 4 | Августа 20, 2021 | ISBN 9784040742205 | Апреля 18, 2023  | ISBN 9781975351656 |
| 5 | Августа 20, 2022 | ISBN 9784040746104 | —                |                    |
| 6 | Января 20, 2023  | ISBN 9784040748467 | —                |                    |

### Манга
Адаптация манги Харуцугу Надаки была опубликована в журнале ASCII Media Works «Dengeki Maoh» с 27 июля 2020 года. Манга также лицензирована в Северной Америке издательством Yen Press.
| № | Japanese         | Japanese            | English          | English            |
| № | Дата публикации  | ISBN                | Дата публикации  | ISBN               |
| - | ---------------- | ------------------- | ---------------- | ------------------ |
| 1 | Января 27, 2021  | ISBN 978-4049136555 | Мая 24, 2022     | ISBN 9781975338688 |
| 2 | Августа 27, 2021 | ISBN 978-4049138962 | Сентябрь 6, 2022 | ISBN 9781975345365 |
| 3 | Февраля 10, 2022 | ISBN 978-4049142518 | Декабрь 13, 2022 | ISBN 9781975352738 |
| 4 | Августа 26, 2022 | ISBN 9784049145519  | Июня 20, 2023    | ISBN 9781975369361 |

### Аниме
В Августа 2022 года было объявлено, что аниме будут адаптированы по ранобэ . Студией адаптаций является Diomedéa, режиссер — Синго Тамаки, сценарии написан, Ватару Ватари, а дизайном персонажей занимается Наоми Идэ. Премьера сериала намечена на 4 января 2023 года на AT-Xи других сетях.. Muse Communication лицензировала аниме в Южной и Юго-Восточной Азии.
| № общий | № в сезоне | Название | Режиссёр       | Автор сценария | Раскадровщик   | Дата премьеры   |
| --- | ---------- | --- | -------------- | -------------- | -------------- | --------------- |
| 1 | 1          | «Революция принцессы и дочери» транслит..: «Ōjo to Reijō no Mahō Kakumei» (ориг..: 王女と令嬢の魔法革命)               | Shingo Tamaki  | Ватари, Ватару | Shingo Tamaki  | январь 4, 2023  |
| Первая принцесса Королевства Паллетия, Анисфия, всегда любила магию, но сама не может ею пользоваться. Чтобы компенсировать это, она использовала свои воспоминания о своей предыдущей жизни в Японии, чтобы изобретать всевозможные волшебные приспособления в надежде однажды осуществить свою мечту о полете по небу на волшебной метле. К сожалению, это также привело к тому, что она стала нарушительницей спокойствия в замке и, переложила свои обязанности на младшего брата Альгарда. В рамках своих обязанностей наследный принц заключил брак по договоренности с Эуфиллей Маджентой, дочерью советника своего отца. Однако, несмотря на попытки Анисфия наладить их отношения, между ними нет любви, и Альгард проявил интерес к девушке-простолюдинке по имени Лейни. В конце концов, ситуация обостряется после того, как просьба Эуфиллии к Лейни разорвать ее отношения с Альгардом ради общего блага Королевства интерпретируется как издевательство, и наследный принц публично расторгает их помолвку. Однако как раз в этот момент Анисфия терпит крушение в метлы на месте происшествия после неудачного летного испытания. Быстро поняв, что происходит, принцесса "похищает" Эуфиллию и убегает со сцены, прежде чем репутации молодой леди будет нанесен еще больший ущерб. |            | |                |                |                |                 |
| 2 | 2          | «Помощница для пользы и удовольствия» транслит..: «Shumi to Jitsueki no Joshu Kakutoku» (ориг..: 趣味と実益の助手獲得) | Ageha Kochōran | Sō Sagara      | Sorato Shimizu | январь 11, 2023 |
| 3 | 3          | «Волшебный меч и воспоминания» транслит..: «Dōkei to Tsuioku no Kōgei Maken» (ориг..: 憧憬と追憶の虹霓魔剣)            | Shōta Ihata    | Wataru Watari  | Shōta Ihata    | январь 18, 2023 |
| 4 | 4          | «Решение принцессы и потеряшки» транслит..: «Hime-sama to Maigo no Ketsui Hyōmei» (ориг..: 姫様と迷子の決意表明)       | Yoshino Honda  | Sō Sagara      | Yoshino Honda  | январь 25, 2023 |
| 5 | 5          | «Охота на дракона зельем и мечом» транслит..: «Mayaku to Maken no Maryū Tōbatsu» (ориг..: 魔薬と魔剣の魔竜討伐)        | Shingo Tamaki  | Jakuson Ō      | Shingo Tamaki  | февраль 1, 2023 |
| 6 | 6          | «Истинное расторжение помолвки и чарах» транслит..: «Hadan to Miryō no Shinsō Kyūmei» (ориг..: 破談と魅了の真相究明)   | Неизвестно     | Неизвестно     | TBA            | февраль 8, 2023 |

## Прочее
По состоянию на январь 2022 года тираж серии составил 180 000 экземпляров.
Ранобэ в целом получил положительные отзывы. Anime UK News дали первому тому оценку 8 из 10, отметив, что Пьеро Карасу удалась уловить тонкий баланс между беззаботностью и эмоциональностью, когда это необходимо. В руководстве Anime News Network по ранобэ «Весенний свет 2022», которое дало ему оценку 3 из 5, Сильверман отмечает, что «у Пьеро Карасу есть приятный штрих к влечению девушек друг к другу, что делает роман по-настоящему спокойным и сладким». Однако она критикует, что это «похоронено под слишком большим количеством страниц построения мира и объяснений».[2]
В весеннем руководстве Anime News Network по манге 2022 года адаптации манги получили оценку 3.5 из 5. Сильверман отмечает, что в то время как ранобэ изо всех сил пытается удержать баланс между построением мира и сюжетами, а также имеют слишком много повествовательных голосов, которые все звучат одинаково, эти проблемы «в значительной степени отсутствуют в версии манги Харустугу Надаки. Отчасти это просто потому, что формат манги с его использованием речевых и мыслительных речей сводит на нет необходимость в запутанном повествовании, которое можно найти в книге» Эрика Фридман, основатель Yuricon, отмечает, что, хотя первый том ранобэ не вдохновил их, манга была хорошо сделано достаточно, чтобы она продолжила читать серию: «Вы хотите знать, что такое великий эксперимент и как Эуфилия может помочь Анисфии, и вы болеете за них обоих, когда они пускаются в грандиозное приключение, теперь мне вроде как интересно почитать больше манги, чтобы посмотреть, что получится».

## Дополнительные ссылки
- ncode.syosetu.com/n8558fh/ — официальный сайт Web novel at Shōsetsuka ni Narō  (яп.)
- Fujimi Fantasia Bunko’s The Magical Revolution of the Reincarnated Princess and the Genius Young Lady official website
- tenten-kakumei.com — официальный сайт Anime official website  (яп.)
- novel 25706 (англ.) в энциклопедии аниме сайта Anime News Network
- 25673 (англ.) в энциклопедии аниме сайта Anime News Network

1. ↑  Information is taken from the ending credits of each episode.